# Вулфинг, Вилхелмус
Вилхелмус Антониус Фердинандус Вулфинг, C.Ss.R. (нидерл. Wilhelmus Antonius Ferdinandus Wulfingh; 30 мая 1839, Хертогенбос, Нидерланды — 5 апреля 1906, на борту корабля в Атлантическом океане, направляясь в Парамарибо, Колония Суринам, Нидерланды) — прелат Римско-католической церкви, член Конгрегации Святейшего Искупителя, 5-й апостольский викарий Нидерландской Гвианы, 6-й титулярный епископ Камбизополиса.

## Биография
Вилхелмус Антониус Фердинандус Вулфинг родился в Хертогенбосе 30 мая 1839 года. Достигнув совершеннолетия вступил в Конгрегацию Святейшего Искупителя. 15 октября 1861 года он принёс монашеские обеты. Его старший брат тоже стал редемптористом. 1 октября 1867 года Вулфинга рукоположили в сан священника в общине в Виттеме. После нескольких лет проповеднической деятельности в Нидерландах, Вулфинг был назначен настоятелем общины редемптористов в Амстердаме. Летом 1888 года руководство конгрегации направило его для миссионерской работы в колонию Суринам. В марте 1889 года Вулфинг прибыл к апостольскому викарию Суринама Йоханнесу Схапу, а 6 июня того же года римский папа Лев XIII назначил его самого апостольским викарием Нидерландской Гвианы и возвёл в сан титулярного епископ Камбизополиса. Епископскую хиротонию нового апостольского викария, которая имела место 15 декабря 1889 года в Нидерландах, возглавил Адрианус Годслах, епископ Хертогенбосе, которому сослужили Петрус Лейтен, епископ Бреды и Францискус Антониус Хубертус Бурманс, епископ Рурмонда. После хиротонии Вульфинг вернулся в Суринам.
По просьбе епископа в апостольское викариатство прибыли монахини — сёстры милосердия из Тилбурга. Он пригласил их для ухода за больными, прежде всего, прокажёнными. Монахини продолжили дело скончавшегося незадолго до их прибытия редемпториста Петера Дондерса. А приглашённые Вулфингом из того же Тилбурга братья из Конгрегации Девы Марии Милостивой, прибыли для повышения качества образования в апостольском викариатстве. Вулфинг тяжело переносил тропический климат. В октябре 1905 года, чтобы поправить здоровье, ему пришлось вернуться в Нидерланды. По выздоровлении, 4 апреля 1906 года в порту Амстердама он сел на корабль, направлявшийся в Парамарибо, до которого не доплыл. Вулфинг умер на корабле в Атлантическом океане на следующий день после отбытия из Амстердама. Его останки довезли и похоронили в Парамарибо. За то время, пока Вулфинг возглавлял апостольское викариатство им были построены тридцать семь церквей, шесть капелл, одиннадцать школ.

## Память
Католическая средняя школа в Парамарибо в честь него была названа Вулфингсхол, и стоит она на улице также носящей имя епископа — Вулфингстрат. На родине Вулфинга в Хертогенбосе есть улица также носящая его имя.